# (100822) 1998 FG140
(100822) 1998 FG140 es un asteroide perteneciente al cinturón de asteroides, región del sistema solar que se encuentra entre las órbitas de Marte y Júpiter, descubierto el 29 de marzo de 1998 por el equipo del Lincoln Near-Earth Asteroid Research desde el Laboratorio Lincoln, Socorro, Nuevo México, Estados Unidos.

## Designación y nombre
Designado provisionalmente como 1998 FG140. 

## Características orbitales
1998 FG140 está situado a una distancia media del Sol de 2,418 ua, pudiendo alejarse hasta 2,607 ua y acercarse hasta 2,230 ua. Su excentricidad es 0,077 y la inclinación orbital 4,519 grados. Emplea 1373,91 días en completar una órbita alrededor del Sol.

## Características físicas
La magnitud absoluta de 1998 FG140 es 16,1. 